# Anadyr (rivier)
De Anadyr (Russisch: Анадырь, Anadyr]) is een rivier in Tsjoekotka in het noordoosten van het Russische Verre Oosten. De rivier heeft haar oorsprong in het Anjoejgebergte in het centrale deel van het Anadyrplateau en stroomt vandaar eerst naar het zuidwesten en dan naar het oosten naar het Laagland van Anadyr naar de Golf van Onemen en het daaropvolgende Anadyrski Liman in de Golf van Anadyr, onderdeel van de Beringzee.
Het stroomgebied van de Anadyr is zeer dunbevolkt en wordt gedomineerd door toendra met een grote variëteit aan planten als korstmossen, mossen, struiken en varens. Het gebied wordt gekenmerkt door grillige heuvelruggen. In de bovenloop is de rivier erg nauw en in de midden- en benedenloop vormt de rivier meerdere stroompjes. Bij de riviermond is de Anadyr 7 kilometer breed. De belangrijkste zijrivieren zijn de Jablon, Jeropol, Majn, Tsjinejvejem, Belaja en de Tanjoerer. De rivier stroomt door een gebied dat 9 maanden per jaar (van midden oktober tot begin juni) bedekt is met sneeuw. De rivier wordt net als veel andere rivieren in Noord-Rusland na bevriezing gebruikt als weg.
In het stroomgebied van de Anadyr bevinden zich steenkoolmijnen. Vroeger leefden er ook veel rendieren, waarvan de lokale bevolking ook afhankelijk was. Na het uiteenvallen van de Sovjet-Unie raakten de grote staatsboerderijen echter failliet en bij de reorganisaties en privatiseringen daalde de stand van de gedomesticeerde rendieren enorm. Hierdoor zijn lokale wilde rendierpopulaties toegenomen.
De rivier werd voor het eerst door de Russische ontdekkingsreiziger Semjon Dezjnjov bevaren, die er de ostrog Anadyr stichtte. In de 18e eeuw werd de Anadyr beschreven door Dmitri Laptev.